# Rymanów (gmina)
Rymanów est une gmina mixte du powiat de Krosno, Basses-Carpates, en Pologne du sud-est. Son siège est la ville de Rymanów, qui se situe environ 17 km au sud-est de Krosno et 53 km au sud de la capitale régionale Rzeszów.
La gmina couvre une superficie de 165,79 km2 pour une population de 15 437 habitants.

## Géographie
Outre la ville de Rymanów, la gmina inclut les villages de Bałucianka, Bzianka, Głębokie, Klimkówka, Królik Polski, Ladzin, Łazy, Milcza, Posada Górna, Puławy, Rudawka Rymanowska, Rymanów-Zdrój, Sieniawa, Wisłoczek, Wróblik Królewski, Wróblik Szlachecki et Zmysłówka.
La gmina borde les gminy de Besko, Bukowsko, Dukla, Haczów, Iwonicz-Zdrój, Jaśliska, Komańcza, Miejsce Piastowe et Zarszyn.